# سليمان ملاح
سليمان ملاح أو ملاح سليمان، الملقب برشيد أو رشيد الحلواني، ولد عام 1920 في قسنطينة واستشهد عام 1958 في المصيف القلي وكان مناضلا من أجل الإستقلال في الثورة الجزائرية.

## سيرة شخصية

### حياة خاصة
ولد سليمان ملاح في قسنطينة لعائلة ثرية، عمل في مسقط رأسه حلواني، ومنه لقب رشيد الحلواني.

### الالتزام العسكري
في أواخر الأربعينيات، انضم إلى حزب الشعب الجزائري ثم حركة انتصار الحريات الديمقراطية، وكان أيضًا مناضلاً في المنظمة الخاصة في قسنطينة، ضمن المجموعة المسؤولة عن تصنيع القنابل والمتفجرات
بعد اكتشاف المنظمة الخاصة في مارس 1950، اعتقل وسجن لمدة عامين، واستأنف نشاطه بعد عام 1952، وشارك في الاجتماع التاريخي لـ 22 كممثل لقسنطينة.
بعد اندلاع ثورة الفاتح في نوفمبر، اعتقل في نفس الشهر، وسجن لمدة ثلاث سنوات، قضاها بين سجون الكودية في قسنطينة وسركاجي (الجزائر)، ثم البرواقية (المديية).

### موته
بعد خروجه من السجن ذهب إلى الجبال وحمل السلاح مع المجاهدين حتى سقوطه شهيدًا في 20 جانفي 1958 في الماصيف القلي.

## تكريم
بعد استقلال الجزائر عام 1962، أطلقت الإدارة الجزائرية في قسنطينة اسم جسر ملاح سليمان على جسر المشاة (جسر مشاة بيريجاواكس سابقًا).